# Danzig (häst)
Danzig, född 12 februari 1977, död 4 januari 2006, var ett amerikanskfött engelskt fullblod, mest känd för att ha varit ledande avelshingst i Nordamerika tre gånger (1991, 1992, 1993).

## Bakgrund
Danzig var en brun hingst efter Northern Dancer och under Pas de Nom (efter Admiral's Voyage). Han föddes upp av Derry Meeting Farm och William S. Farish III i USA 1977. Han köptes för 310 000 dollar (motsvarande 1 miljon dollar 2020) av Henryk de Kwiatkowski vid 1978 års Saratoga Yearling Sale. Han tränades under sin tävlingskarriär av Woody Stephens. 

## Karriär
Danzig sprang in totalt in 32 400 dollar på 3 starter, varav 3 segrar. Han tvingades tidigt att avsluta sin tävlingskarriär på grund av knäproblem.
Efter tävlingskarriären stallades han upp som avelshingst på Claiborne Farm nära Paris, Kentucky, där han blev en av världens viktigaste hingstar. Han utsågs till den ledande avelshingsten i Nordamerika från 1991 till 1993 och toppade även avelslistan i Spanien och Förenade Arabemiraten. Danzig blev far till 188 grupplöpvinnare, och hans avkommor har sprungit in mer än 100 miljoner dollar i prispengar.
Han pensionerades vid 27 års ålder 2004 och den 3 januari 2006 avlivades han på grund av ålderdom. Han begravdes på Claiborne Farms hästkyrkogård.